# Đặng Đại Lược
Kim tử Vinh lộc đại phu, Tuy Lộc hầu Đặng Đại Lược (1690 -1764), thuộc dòng dõi Quốc công Đặng Tất, là vị quan nổi tiếng thanh liêm dưới thời chúa Nguyễn trong lịch sử Việt Nam.

## Cuộc đời
Đặng Đại Lược, xuất thân trong một gia đình nhiều đời quan lại, đóng góp nhiều công lao cho việc dân an xứ Đàng Trong. Trong số đó, có cố nội là quan Chưởng phủ tự vệ quản lãnh Liễu Đại hầu Đặng Quý Công, một vị quan to của nhà Lê, có công khai khẩn làng Quảng Cư (thuộc Xuân Giang, thị trấn Kiến Giang, huyện Lệ Thủy, tỉnh Quảng Bình). Dòng họ Đặng Đại tại Quảng Cư nổi danh là dòng họ đỗ đạt, làm quan thanh liêm lâu đời. Nhà văn hóa lớn, người đứng đầu Quốc sử quán nhà Nguyễn là Đông các Đại học sĩ Cao Xuân Dục đã ca ngợi truyền thống dòng họ này trong Đại Nam Địa dư chí ước biên như sau:
Đặng Đại thị (họ) giữ mình trong sạch,

Cha con cùng triều nức tiếng thơm
Nhờ tài cao, học rộng, có khí tiết nên Đặng Đại Lược được chúa Nguyễn Phúc Khoát bổ vào Hàn lâm viện (Văn Chức viện).
Mùa xuân Tân Dậu (1741), Đặng Đại Lược được thăng làm Ký lục dinh Bố Chính.
Năm 1746, ông được thăng làm Cai bạ dinh Quảng Nam, quản cai ba phủ là Thăng Hoa, Quảng Ngài và Quy Nhơn.
Năm 1761, người dân ở Đá Vách (sử cũ thường gọi họ là man Thạch Bích hay mọi Đá Vách) nổi dậy, chúa Nguyễn phong Đặng Đại Lược làm tướng cầm quân đánh dẹp.
Sau khi ổn định được vùng biên cảnh, Đặng Đại Lược mất (1764), thọ 74 tuổi.
Đặng Đại Lược là vị quan có tài cai quản. Ông nức tiếng thanh liêm, được người đời rất kính trọng. Quốc sử quán Triều Nguyễn Đại Nam Liệt Truyện cho biết: "Đại Lược làm quan thanh liêm nghèo khó, nhận hay cho đều không cẩu thả. Ai đưa cho cái gì tầm thường thì nhận một hai thứ, cái gì hơi hậu thì từ chối rằng: 'Nhà còn có thừa, không phải là kiểu cách gì đâu !'. Những việc từ chối khéo với người, đại loại như thế."
Ông có tám người con trai, tất cả đỗ đạt khoa cữ, 7 người ra làm quan. Trong đó nổi bật nhất là Lãnh Đức hầu Đặng Đại Độ (1728-1765), làm đến Khâm sai tuần hành ngũ phủ (Quảng Ngãi, Quy Nhơn, Phú Yên, Bình Khang, Bình Thuận) kiêm Tuần phủ Gia Định, có quyền thăng và giáng chức quan lại ở các phủ này. Cháu nội ông nhiều người làm quan to trong triều.

## Anh em
- Hàn Lâm viện Đặng Đại Nghị
- Nhân Hòa hầu Đặng Đại Tài, làm quan Cai bạ dinh Trấn Biên

## Con trai
- Đặng Đại Lược có bảy con đều làm quan, nối bật có:
- Danh thần Đặng Đại Độ, làm đến Khâm sai Tuần hành ngũ phủ
- Liệt Triều Quang Lộc Đại phu, Hàn Lâm viện, Bình Thiệu Bá Đặng Đại Đồng
- Khâm sai tham luận, Nhượng Trực hầu Đặng Đại Kỷ
- Tri phủ Đặng Đại Lượng